# Archibald Wavell, I conte Wavell
Archibald Percival Wavell, I conte Wavell (Colchester, 5 maggio 1883 – Londra, 24 maggio 1950), è stato un generale e feldmaresciallo britannico.
Fu un generale di vasta esperienza e notevoli capacità politico-strategiche; durante la seconda guerra mondiale, comandò per oltre tre anni il teatro del Medio Oriente, riportando grandi vittorie contro gli Italiani in Libia e in Africa Orientale; nel luglio 1941, dopo la controffensiva italo-tedesca in Cirenaica, venne trasferito da Churchill al comando delle forze imperiali in India e poi nel gennaio 1942 all'effimero comando combinato alleato in Estremo Oriente ABDA. 

Incapace, per scarsezza di risorse e per oggettive difficoltà operative, a fronteggiare la potente offensiva giapponese, nel marzo 1942 ritornò alla testa del comando in India che mantenne fino alla fine della guerra.
È stato considerato da vari storici britannici, uno dei migliori (se non il migliore) condottieri dell'Esercito inglese nella seconda guerra mondiale, in relazione soprattutto alle sue chiare ed esatte concezioni strategiche e alle sue capacità politico-organizzative a livello di grandi operazioni combinate di teatro.

## Biografia

### I primi anni
Wavell nacque a Colchester, ma trascorse gran parte della sua infanzia in India. Il padre di Wavell, Archibald Graham Wavell, era maggiore generale dell'esercito britannico e Wavell ne seguì i passi. Frequentò una scuola preparatoria di Summer Fields (campi estivi) a Oxford, passando prima al Winchester College ed in seguito alla Reale accademia militare di Sandhurst.
Dopo essersi diplomato a Sandhurst, Wavell ottenne la nomina ad ufficiale l'8 maggio 1901 e venne inquadrato nei Black Watch, combattendo nella Seconda guerra boera. Nel 1903 venne trasferito in India e combatté nella campagna della valle di Bazar nel febbraio del 1908. Promosso tenente nell'agosto del 1904, dal gennaio del 1909 venne addetto al reparto comando nel suo reggimento; nel mentre divenne anche studente dello Staff College. Nel 1911 trascorse un anno come osservatore militare nell'Esercito imperiale russo, ritornando nel suo reggimento nel dicembre di quell'anno. Nell'aprile del 1912 entrò a far parte del War Office. Nel luglio di quell'anno, gli venne garantito il rango temporaneo di capitano e divenne membro della Direzione generale per l'Addestramento. Nel marzo del 1913 venne promosso capitano.

### La prima guerra mondiale
Wavell lavorava come ufficiale dello stato maggiore quando scoppiò la prima guerra mondiale. Come capitano, venne inviato in Francia nello stato maggiore generale, ma poco dopo, nel novembre del 1914, venne nominato brigadiere maggiore della 9th Infantry Brigade. Venne ferito nella Seconda battaglia di Ypres del 1915, perdendo l'occhio sinistro ed ottenendo la Military Cross.
Nel dicembre del 1915, dopo essersi ripreso, venne rimandato allo stato maggiore generale. Venne promosso maggiore nel maggio del 1916. Nell'ottobre di quello stesso anno, Wavell divenne temporaneamente tenente colonnello e venne assegnato come ufficiale aggregato all'esercito imperiale russo nel Caucaso. Nel giugno del 1917, venne promosso tenente colonnello e continuò a lavorare nello stato maggiore, oltre che nel quartier generale dell'Egyptian Expeditionary Force.
Nel gennaio del 1918 ricevette altre nomine nello stato maggiore come vice-aiutante e Quartiermastro Generale, lavorando per il Supreme War Council a Versailles. Nel marzo del 1918 Wavell divenne temporaneamente brigadiere generale e ritornò in Palestina, ove prestò servizio nello lo stato maggiore generale del XX Corps, parte dell'Egyptian Expeditionary Force comandato da sir Edmund Allenby, del quale poi scrisse una biografia.

### Tra le due guerre
Wavell ottenne un gran numero di incarichi nel periodo tra le due guerre mondiali, molti nell'ambito del corpo ufficiali e altri nell'ambito dell'addestramento. Nel maggio del 1920 lasciò il grado temporaneo di brigadiere generale per tornare al suo grado di tenente colonnello. Nel dicembre del 1921 divenne Assistente Aiutante Generale del War Office, dopo essere stato promosso colonnello nel luglio del 1922.
A parte un breve periodo senza impieghi e con stipendio dimezzato, nel marzo del 1922 venne nominato Aiutante di campo del re Giorgio V, incarico che mantenne sino all'ottobre del 1933. Nel 1930 gli venne conferito ancora una volta e temporaneamente il grado di brigadiere generale, ottenendo il comando della 6th Infantry Brigade. Nell'ottobre del 1933 fu promosso al grado di maggiore generale e nel gennaio del 1934 lasciò il comando della propria brigata, trovandosi ancora una volta senza incarico e a mezza paga.
Sul finire dell'anno, venne assegnato al comando della 2nd Division e divenne Compagno dell'Ordine del Bagno. Nel marzo del 1935 ottenne il comando della sua divisione. Nell'agosto del 1937 venne trasferito in Palestina per domare la rivolta araba di quel periodo e successivamente, divenendo il Generale Comandante le forze britanniche in Palestina e Transgiordania, venne promosso tenente generale dal gennaio del 1938.
Nell'aprile del 1938 divenne General Officer Commanding-in-Chief (GOC-in-C) del Southern Command nel Regno Unito. Nel luglio del 1939 venne nominato General Officer Commanding-in-Chief del Middle East Command con il rango di generale. Successivamente, il 15 febbraio 1940, per riflettere la sua posizione che gli poneva responsabilità in Africa orientale, Grecia e Balcani, il suo titolo venne cambiato in Commander-in-Chief Middle East.

### I comandi durante la seconda guerra mondiale

#### L'esperienza nel Medioriente
Il teatro del Medioriente fu una delle aree belliche più tranquille durante i primi mesi della seconda guerra mondiale sino alla dichiarazione di guerra dell'Italia del giugno del 1940. Le forze italiane nell'Africa settentrionale e orientale superavano di gran lunga quelle inglesi e la politica di Wavell fu quella di un "contenimento flessibile" per prendere tempo al fine di raccogliere delle forze adeguate a fronteggiare l'offensiva. Avendo errato sul fronte dell'avanzata italiana in Libia, Eritrea ed Etiopia, Wavell riuscì a costituire una strenua opposizione in Libia (Operazione Compass) dal dicembre del 1940 ed in Eritrea ed Etiopia nel gennaio del 1941. Dal febbraio del 1941, le sue Western Desert Force al comando del tenente generale Richard O'Connor avevano sconfitto la 10ª armata italiana a Beda Fomm, catturando 130.000 prigionieri, parendo sul punto di far lasciare all'Italia la Libia, che poi finirà sotto il controllo diretto delle Potenze dell'Asse come tutto il Nordafrica. Successivamente, le sue truppe nell'Africa orientale posero gli italiani sotto pressione ed alla fine del marzo del 1941 le forze britanniche in Eritrea al comando di William Platt vinsero la decisiva battaglia di Keren che portò all'occupazione definitiva delle colonie italiane di Etiopia e Somalia da parte degli inglesi.

Wavell (a destra) incontra il tenente generale Quinan, comandante delle forze britanniche dell'Indian Army impegnate in Iraq nell'aprile del 1941.

Ad ogni modo, nel febbraio del 1941, Wavell aveva ordinato di frenare l'avanzata in Libia delle truppe britanniche e di inviare invece altri uomini in Grecia dove gli italiani stavano attaccando. Il risultato fu un disastro: le truppe naziste colsero l'occasione per rinforzare il Nordafrica italiano con l'invio degli Afrikakorps e dalla fine di aprile l'ormai stremata Western Desert Force era stata ormai fatta retrocedere verso il confine egiziano, lasciando Tobruk sotto assedio. In Grecia il generale Henry Maitland Wilson e la sua Force W non furono in grado di fornire un'adeguata difesa al paese e le truppe inglesi furono costrette a ritirarsi a Creta dopo aver lasciato sul campo molto equipaggiamento, diversi pezzi d'artiglieria e 15.000 morti. Creta venne quindi attaccata dall'aviazione tedesca il 20 maggio e ancora una volta le truppe inglesi vennero costrette a ritirarsi.
Gli eventi in Grecia provocarono delle rivolte anche in Iraq, fomentate dalla fazione pro-Asse. Wavell, pressato su tutti i fronti, era contrario al dirottare preziose risorse in Iraq e pertanto chiese all'India Command di Claude Auchinleck di inviare truppe a Bassora. Winston Churchill, Primo Ministro britannico, vedeva l'Iraq come un punto vitale d'interesse strategico per la Gran Bretagna ed all'inizio del maggio di quell'anno, sotto pesanti pressioni da Londra, Wavell inviò delle forze attraverso il deserto della Palestina per recuperare la base aerea di Habbaniya, attaccata dalle forze locali. Alla fine di maggio di quell'anno, le forze del generale Edward Quinan in Iraq presero Baghdad e si concluse la guerra anglo-irachena con il ritorno della situazione nelle mani degli inglesi.
All'inizio di giugno Wavell inviò delle forze sotto il comando del generale Wilson ad invadere Siria e Libano, in risposta all'aiuto dato dalla Francia di Vichy alle autorità del governo iracheno durante la guerra anglo-irachena. Le speranze iniziali di una veloce vittoria vennero infrante dalla strenua opposizione della Francia nella difesa del territorio. Churchill, determinato a rimuovere Wavell dal suo incarico dopo il fallimento nel giugno di quell'anno dell'Operazione Battleaxe, intendeva riprendere però Tobruk e pertanto il 20 giugno sostituì Wavell con Auchinleck, le cui attitudini al comando durante la crisi in Iraq lo avevano fortemente impressionato. Rommel stimava molto Wavell, malgrado i successi di quest'ultimo contro le forze dell'Asse.
Di Wavell, Auchinleck scrisse:
"Non voglio interferire, ma al mio arrivo trovai una situazione tutt'altro che insoddisfacente - o perlomeno sembrava tale. Rimasi molto impressionato dalle solide fortificazioni fatte realizzare dal mio predecessore, ma fui in grado di apprezzare soprattutto la vastità di problemi con cui egli aveva dovuto confrontarsi, in un comando dove erano parlati 40 differenti lingue tra le forze inglesi ed alleate."

#### L'India Command
Wavell quindi passò l'incarico a Auchinleck, trasferendosi in India ove divenne Comandante in capo e membro del Consiglio Esecutivo del Governatore generale. Inizialmente il suo comando copriva l'area di India ed Iraq e pertanto, ad un mese dalla presa di possesso della sua carica, egli mosse delle truppe irachene per invadere la Persia in cooperazione con i russi, in modo da assicurare il percorso degli oleodotti con l'Unione Sovietica.
Wavell ancora una volta si trovò in un teatro di guerra quando il Giappone dichiarò guerra al Regno Unito nel dicembre del 1941. Venne nominato Comandante in capo dell'ABDACOM (American-British-Dutch-Australian Command), coprendo il comando delle aree di Birmania, Malesia, Indie orientali olandesi e Filippine. Wavell, malgrado le sue abilità, non aveva le risorse per difendere il territorio e non fu in grado di prevenire la presa di Singapore e della Malesia da parte dei giapponesi.
La notte del 10 febbraio 1942, Wavell stava recandosi su una nave per andare da Singapore a Giava in ricognizione quando, uscendo dalla macchina in dotazione allo stato maggiore che lo stava portando all'imbarco, non notò (a causa della mancanza del suo occhio sinistro) che essa era parcheggiata sul ciglio del molo. Nella caduta si ruppe due ossa, il che lo costrinse a rimandare l'operazione.
Il 23 febbraio 1942, con la perdita della Malesia e per la posizione precaria degli Alleati a Giava ed a Sumatra, l'ABDACOM venne sciolto ed il suo quartiere a Giava fu evacuato. Wavell tornò in India per riprendere la posizione di Comandante in capo per l'India e tra le sue responsabilità vi fu anche la difesa della Birmania.

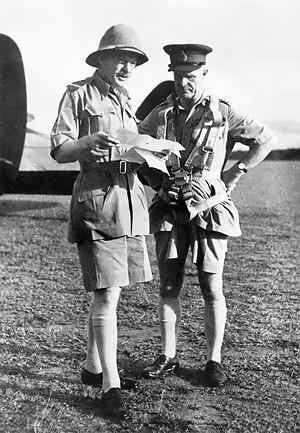
Wavell (a destra) con Brooke-Popham durante la Seconda guerra mondiale

Il 23 febbraio le forze britanniche in Birmania avevano subito un duro contraccolpo a causa della decisione del maggiore generale Jackie Smyth di distruggere il ponte sul fiume Sittang per evitare che il nemico potesse attraversarlo, non rendendosi però conto che così facendo la sua divisione rimaneva intrappolata sul lato sbagliato del fiume. Il viceré Lord Linlithgow inviò le proprie rimostranze sulla condotta del comandante a Churchill, che girò la missiva a Wavell assieme all'offerta di inviare Harold Alexander, che a Dunkerque aveva già comandato la retroguardia. Alexander prese il comando delle forze di terra degli Alleati in Birmania nel marzo di quell'anno, affiancato poco dopo da William Slim che giunse con una divisione dall'Iraq per formare il Burma Corps. Ad ogni modo, la pressione esercitata dall'esercito giapponesere sembrava senza sosta, se non che i giapponesi si trovarono a fermarsi a causa della stagione dei monsoni.
Intenzionato a bloccare le iniziative dei giapponesi, Wavell ordinò che l'armata orientale indiana muovesse un'offensiva ad Arakan, che ebbe inizio nel settembre di quell'anno. Dopo alcuni successi iniziali, i giapponesi contrattaccarono; nel marzo del 1943 la posizione era ormai insostenibile e le forze rimanenti vennero ritirate. Wavell decise di rimuovere il comandante dell'Eastern Army, Noel Irwin, e rimpiazzarlo con George Giffard.

### Viceré d'India
Nel gennaio del 1943 Wavell era stato promosso feldmaresciallo. Quando Linlinthgow si ritirò dalla carica di viceré d'India nell'estate del 1943, Wavell venne scelto per rimpiazzarlo, inaspettatamente dati i suoi pochi contatti con Churchill. Venne sostituito nel suo incarico militare da Auchinleck nel giugno di quell'anno. Nel 1943 Wavell venne creato visconte (precisamente Visconte Wavell di Cirenaica e di Winchester, nella contea di Southampton) e nel settembre di quell'anno divenne formalmente Governatore generale e Viceré d'India. Venne anche nominato Consigliere Privato del re.
Una delle sue prime azioni sul fronte indiano fu quella di risolvere la carestia del Bengala del 1943, ordinando all'esercito di distribuire alimentari ai bengalesi nelle zone rurali, cercando inoltre con successi alterni di abbassare il prezzo del riso e renderlo più accessibile alla popolazione.

Wavell come Viceré d'India (al centro), insieme al Comandante in capo dell'esercito indiano Auchinleck (a destra) e Montgomery

Anche se Wavell fu all'inizio molto popolare tra i politici indiani, le pressioni aumentarono quando iniziò a porsi concretamente la questione dell'indipendenza dell'India. Egli tentò di promuovere un dibattito sull'argomento, ma ottenne un sostegno minimo sia da Churchill (che era contrario all'indipendenza indiana) che da Attlee, successore di Churchill come primo ministro. Era anche ostacolato dalle molte differenze tra le varie fazioni politiche indiane, che rendevano difficile l'azione di governo. Alla fine della guerra, la situazione indiana era ormai al collasso e nel 1947 Attlee perse fiducia nei confronti dell'operato di Wavell e chiamò a rimpiazzarlo Louis Mountbatten.

### Gli ultimi anni
Nel 1947 Wavell fece ritorno in Inghilterra ove divenne High Steward of Colchester. In quello stesso anno venne nominato conte, titolo che si aggiunse a quello di visconte già ricevuto durante la guerra.
Wavell era un grande amante della letteratura e, mentre era Viceré dell'India, aveva compilato e annotato un'antologia di grandi poesie che aveva riunito nel suo libro Other Men's Flowers, pubblicato nel 1944. Scrisse l'ultimo dei poemi di questa antologia e lo descrisse come "...una piccola digressione nel mio mondo". Era dotato di ottima memoria per le poesie ed era in grado di citarle spesso, al punto da divenire egli stesso un caso letterario, venendo raffigurato nella novella di Evelyn Waugh dal titolo "Officers and Gentlemen", parte della trilogia "Sword of Honour", mentre recita in pubblico una traduzione inglese dei versi di Callimaco.
Fu membro della Chiesa d'Inghilterra nonché uomo profondamente religioso.
Wavell morì il 24 maggio 1950 come conseguenza di un'operazione addominale subita il 5 maggio di quell'anno. Dopo la sua morte, il suo corpo venne esposto alla Torre di Londra dove era stato Conestabile. Il funerale militare si tenne il 7 giugno con il corteo che si recò dalla Torre di Londra al porto di Westminster costeggiando il Tamigi e quindi verso l'abbazia di Westminster per la cerimonia funebre. Questo fu il primo funerale militare ad essere celebrato in Inghilterra dopo quello di Horatio Nelson nel 1806. Al funerale presenziarono il primo ministro Clement Attlee, Lord Halifax ed altri ufficiali, tra cui i feldmarescialli Alanbrooke e Montgomery. Winston Churchill non prese parte alla cerimonia.
Wavell venne sepolto nel chiostro medievale del Winchester College, vicino alla Chantry Chapel. La sua pietra tombale riporta ancora oggi solo la scritta "Wavell".